# Ukrajna címere

Ukrajna címere

Ukrajna címere egy kék színű pajzs, rajta Szent Vlagyimir jelképével, egy háromágú, sárga színű szigonnyal. 
Létezik egy hivatalosan nem elfogadott címerváltozat is, ahol ugyanezt a pajzsot két oldalról egy oroszlán és egy kozák tartja, felülről pedig egy korona díszíti.

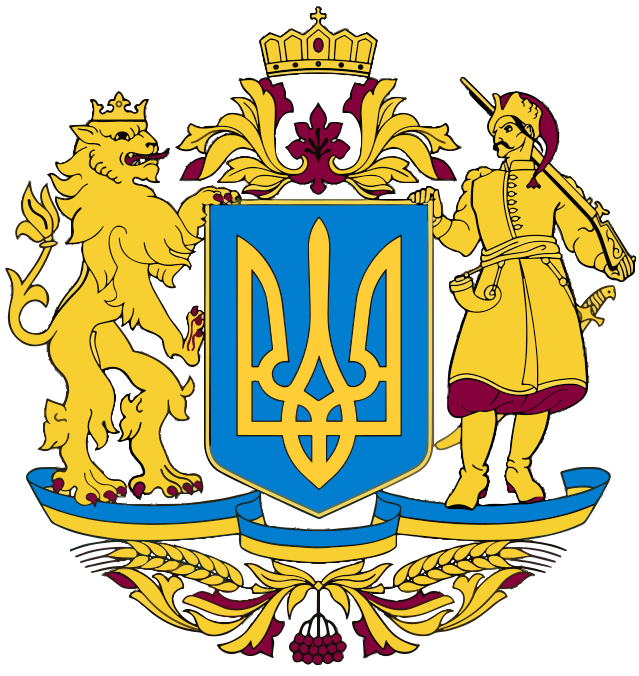
Ukrajna nem elfogadott címere